# Thecla giapor
Thecla giapor är en fjärilsart som beskrevs av William Schaus 1902. Thecla giapor ingår i släktet Thecla och familjen juvelvingar. Inga underarter finns listade i Catalogue of Life.